# Marié Digby
Christina Marié Digby (pronunciado [mæɹi'eɪ 'dɪgbi]), (Nueva York, 16 de abril de 1983) es una cantautora, guitarrista y pianista estadounidense. Es conocida popularmente por la versión acústica del éxito de Rihanna Umbrella, que atrajo la atención en YouTube en 2007. La canción fue posteriormente tocada en la estación de radio STAR 98,7, fue presentada en el tercer episodio de la temporada de apertura de la MTV The Hills, y alcanzó el # 10 en la lista Billboard Bubbling Under Hot 100. Marie realizó la canción en el talk show de la noche Last Call con Carson Daly el 2 de agosto de 2007.
El primer sencillo oficial de Marie Digby, Say it again, fue lanzado a las estaciones de radio el 18 de enero de 2008. Su álbum de debut, Unfold salió a la venta el 8 de abril de 2008. 

## Biografía

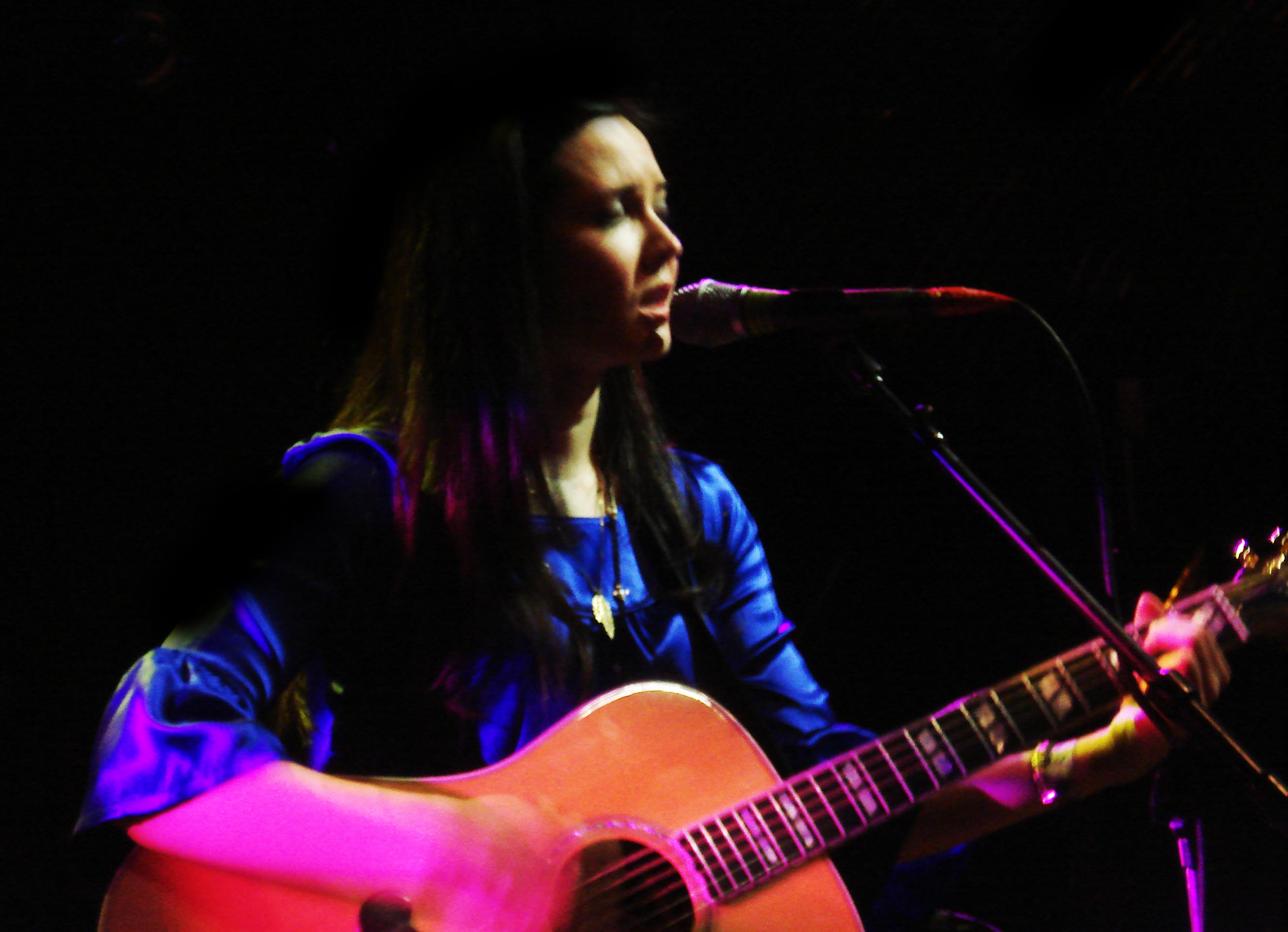
Marié Digby en la discoteca El Trovador ("The Troubadour") en Los Angeles

Marié Digby, cuyo padre es un irlandés estadounidense y madre japonesa, es la mayor de tres hermanas. Sus dos hermanas son Naomi (12 de diciembre de 1985) y Erina (8 de agosto de 1987). Marié Digby comenzó a escribir canciones en la escuela secundaria de Los Ángeles, California. Después de completar su segundo año como una gran filosofía de la Universidad de California, Berkeley, que salió en los ojos del público cuando ganó la competencia Pro-Voice Pantene en 2004 con su canción Miss Invisible. El gran premio para el concierto incluía trabajar con un productor profesional en un álbum, US$ 5000 y el desempeño en el escenario con otros grandes artistas.

## Carrera

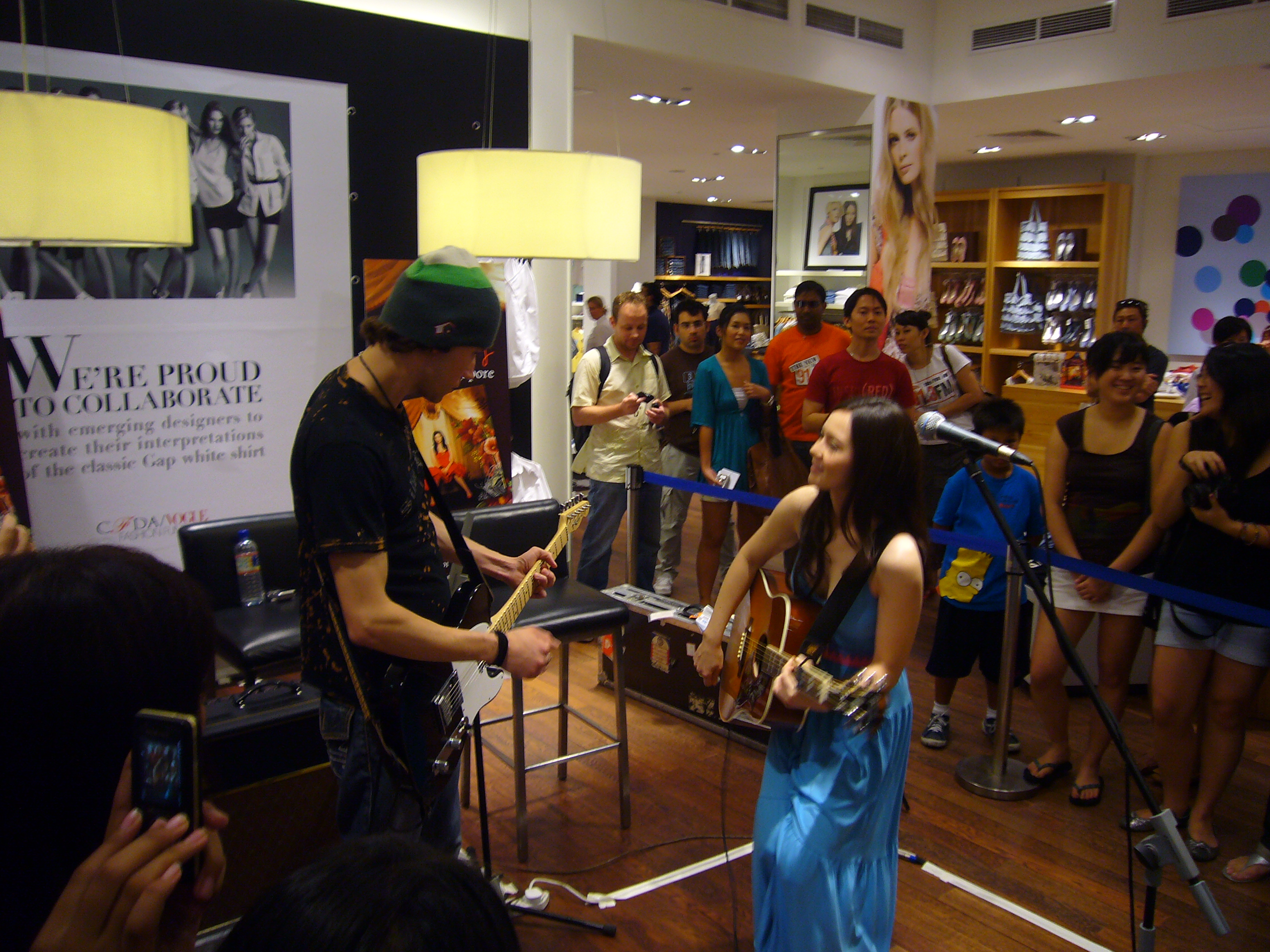
Performance de Marié Digby en GAP, Wisma Atria en Singapur.

Después de numerosas actuaciones en clubes nocturnos, Digby firmó con una editorial Rondor Música, filial de Vivendi SA, Universal Music Group a principios de 2005. A finales de 2005, Digby había firmado con Disney's Hollywood Records y su primer álbum de canciones originales se completó a finales de 2006. También en 2006, su canción "Fool" ("Loco") se incluyó en el álbum compilatorio de Disney Girl Next (Próximas Chicas). A principios de 2007, empezó a publicar videos simples de ella cantando canciones de otros artistas en YouTube con el fin de autopromocionarse. Hollywood Records se dio a conocer un estudio de alta calidad de grabación de su versión de "Umbrella" de iTunes y estaciones de radio. Ella se ve a menudo tocando una guitarra acústica Gibson Hummingbird.
Marie ha anunciado en su blog de MySpace que ha estado trabajando en su segundo álbum, Breathing Underwater (La respiración submarina), desde octubre de 2008 a enero de 2009, y el álbum se publicó el 12 de mayo de 2009. Hollywood Records. El 16 de agosto de 2014, Marié lanzó Chimera, un EP de 3 tracks.

## Fama en YouTube
Es reconocida en Youtube por sus cobertura original y actuaciones. Sus covers incluyen Linkin Park, Rihanna, Maroon 5, Nelly Furtado, etc. Tiene más de 340.000 subcripciones y su canal ha sido visto más de seis millones de veces. También celebró una guitarra autografiada regalo Concurso en YouTube. Los concursantes se les pidió crear un video original incluyendo su éxito "Dilo de nuevo" de ninguna manera. Ella una vez grabó un vídeo de ella en el cuarto de baño porque "El cuarto de baño tiene la mejor acústica de toda la casa".

## Discografía

### Álbumes
En estudio
- 2008: Unfold
- 2009: Second Home
- 2009: Breathing Underwater
- 2011: Your Love
- 2013: Winter Fields
- 2018: Pop Covers

Extended plays
- 2007: Start Here
- 2014: Chimera
- 2018: Wildfire
- 2020: Songs of Us

### Sencillos
| 2007 | "Umbrella"                                | Start Here EP        | 110 | 33 | — | —  |
| 2007 | "Bring Me Love"                           |                      | —   | —  | — | —  |
| 2008 | "Say It Again"                            | Unfold               | 114 | 21 | 7 | 99 |
| 2008 | "Stupid for You"                          | Unfold               | —   | —  | — | —  |
| 2009 | "Avalanche"                               | Breathing Underwater | —   | —  | — | —  |
| 2009 | "Symphony"                                | Breathing Underwater | —   | —  | — | —  |
| 2009 | "Feel"                                    | Breathing Underwater | —   | —  | — | —  |
| 2011 | "Your Love" (dueto con Sam Milby)         | Your Love            | —   | —  | — | —  |
| 2013 | "Falling for You" (Jay R con Marié Digby) | Elevated             | —   | —  | — | —  |
| 2013 | "Korewa"                                  | Winter Fields        | —   | —  | — | —  |
| 2013 | "Lovesick Sunday"                         | Winter Fields        | —   | —  | — | —  |

### Colaboraciones
- 2012: "Angel" (Hiroshi Sato feat. Marié Digby)
- 2013: "Falling for You" (Jay R feat. Marié Digby)
- 2013: "Infinite" / "Round and Round" (Ryan Farish feat. Marié Digby)
- 2014: "Do What U Want" (Scott Bradlee's Postmodern Jukebox ft. Marié Digby)
- 2015: "Marvin Gaye" (Jason Chen × Marié Digby)
- 2015: "Hotline Bling" (Jason Chen × Marié Digby)
- 2016: "One Call Away" (Jason Chen × Marié Digby)
- 2016: "Toothbrush" (Jason Chen × Marié Digby)
- 2016: "Million Reasons" (Travis Atreo × Marié Digby)
- 2017: "The Way Back Home to You" (Mike Rubino feat. Marié Digby)

## Premios y nominaciones
| Año  | Status   | Premios                           | Categoría                               | Trabajo        |
| ---- | -------- | --------------------------------- | --------------------------------------- | -------------- |
| 2009 | Ganadora | Teen Music Internacional - Brasil | Mejor Artista Nuevo                     | Ella misma     |
| 2009 | Nominada | Teen Music Internacional - Brasil | Mejor rendimiento de Pop Vocal Femenino | "Say It Again" |